# Kabr Szamijja
Kabr Szamijja (arab. قبر شامية) – wieś w Syrii, w muhafazie Al-Hasaka. W 2004 roku liczyła 734 mieszkańców.